# Hüttenwerk

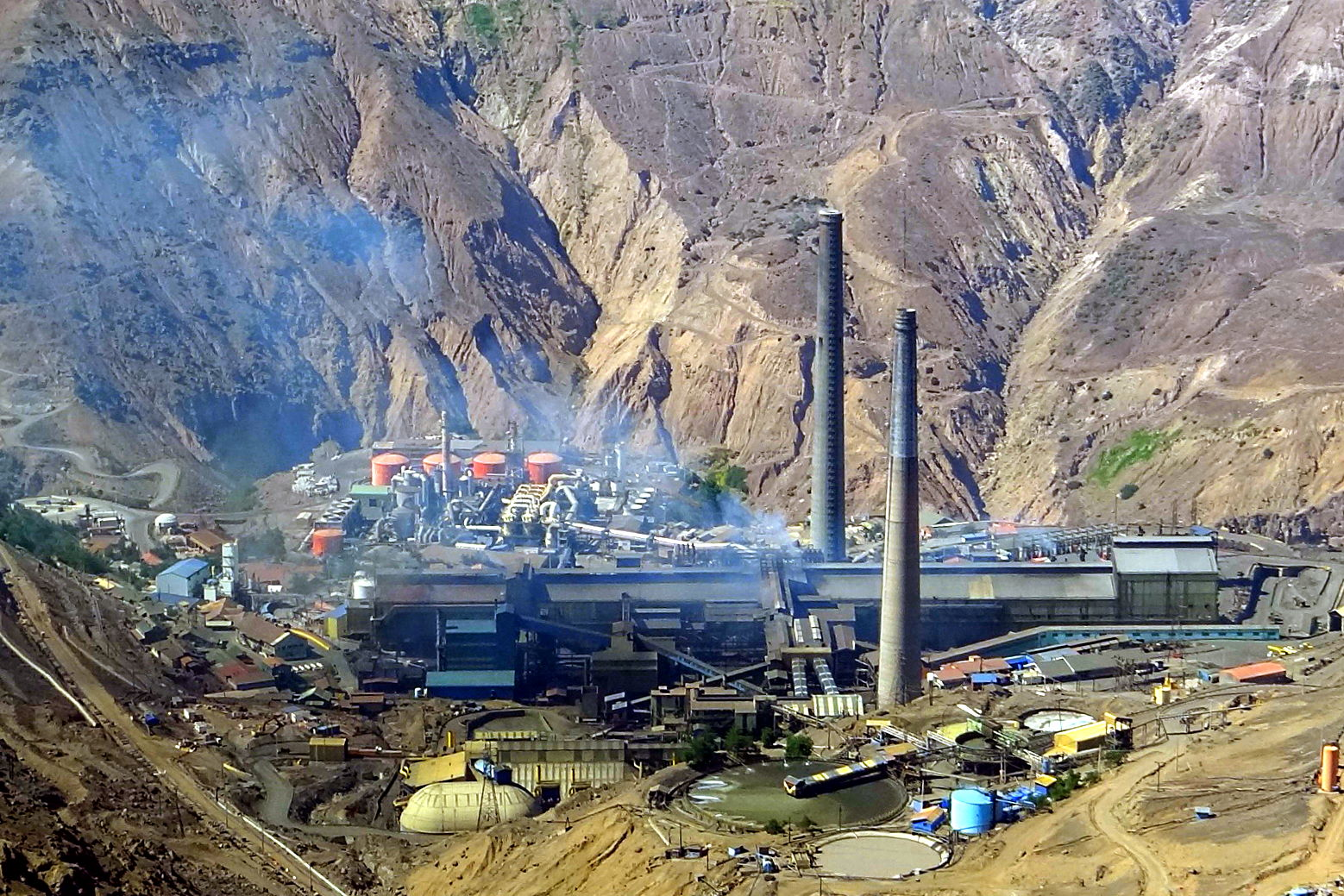
Hüttenwerke zeichnen sich gewöhnlich durch markante Schlote und weithin sichtbare Hüttenrauch-Emissionen aus. Hier die El Teniente-Kupferhütte, ein Werk der Bergbaugroßindustrie in den chilenischen Anden.

Ein Hüttenwerk, Kurzbezeichnung Hütte, ist eine industrielle Anlage, die durch Anwendung überwiegend thermischer Verfahren aus natürlichen Vorkommen oder Altmaterial metallische (Eisen, Nickel, Kupfer, Blei, Zink, und andere) oder nichtmetallische Rohstoffe (Schwefel, Glas) gewinnt. Die Werke werden je nach dem überwiegend erzeugten Produkt als Eisenhütte, Kupferhütte, Bleihütte, Schwefelhütte, Glashütte usw. bezeichnet. Generell ist die Verhüttung eine Folge von Prozessen bei der Erze gepocht, gewaschen, geröstet und geschmolzen werden.